# Hedda
För andra betydelser, se Hedda (olika betydelser).

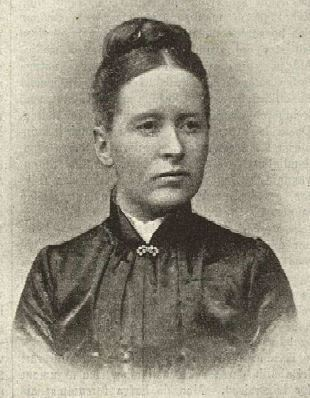
Hedda Andersson.

Hedda är en nordisk ursprunglig smekform till det germanska kvinnonamnet Hedvig. Det äldsta belägget i Sverige är från år 1730.
Den 9 oktober 2019 fanns det totalt 3 284 kvinnor folkbokförda i Sverige med namnet Hedda, varav 2 808 bar det som tilltalsnamn.
Namnsdag: saknas i Sverige (1986-2000: 15 oktober). I den finlandssvenska namnsdagslängden har Hedda namnsdag 15 oktober sedan starten 1929, då en egen namnsdagskalender togs i bruk för finlandssvenskar, tillsammans med Hedvig.

## Personer med namnet Hedda
- Hedda Hjortsberg (1777–1867), svensk ballerina
- Hedda Andersson (1861–1950), den första kvinnliga studenten vid Lunds universitet och Sveriges andra kvinnliga läkare
- Hedda Wagner (1876–1950), österrikisk feminist
- Hedda Hopper, pseudonym för Elda Furry (1885–1966), amerikansk skådespelerska och skvallerspaltskolumnist
- Hedda Zinner (1905–1994), tysk författare, journalist och skådespelare
- Hedda Hammer Morrison (1908–1991), tysk fotograf i Kina under 1930- och 1940-talen
- Hedda Sterne (1910–2011), rumänsk-amerikansk konstnär
- Hedda Theen-Pontoppidan (född 1912), tysk målare
- Hedda Lindahl (1919–2007), svensk politiker och sjukvårdsminister
- Hedda von Wedel (född 1942), tysk jurist
- Hedda Berntsen (född 1976), norsk skidåkare
- Hedda Stiernstedt (född 1987), svensk skådespelerska
- Hedda Rehnberg (född 1986), svensk skådespelerska[6]

## Fiktiva personer med namnet Hedda
- Hedda Gabler, titelperson i Ibsens drama från 1890 som även filmatiserats flera gånger
- Hedda Falk, Johan Henric Kellgrens musa, inspiration till hans dikt Den nya skapelsen; även berättare i romanen Min salig bror Jean Hendrich av Carina Burman
- Hedda, den "blomstrande ungmön" i Johan Ludvig Runebergs epos Älgskyttarne från 1832
- Hedda Skoot, huvudpersonen i en serie romaner av Alice Lyttkens